# Asylbek Jeenbekov
Pour les articles homonymes, voir Jeenbekov.
Asylbek Sharipovich Jeenbekov (en kirghize : Асылбек Шарипович Жээнбеков, né le 27 août 1963 à Biy-Myrza en République socialiste soviétique kirghize en URSS) est un homme politique kirghiz. Il est membre de la famille Jeenbekov, famille politique influente du sud du Kirghizistan dont les membres incluent entre autres le président Sooronbay Jeenbekov.

## Biographie
Issu d'une famille de onze enfants du village de Biy-Myrza, Jeenbekov est diplômé de l'Institut agricole d'état du Kirghizistan puis de l'Institut de recherche de l'agriculture kirghiz. En 2007, il est élu à la Zhogorku Kengesh sous la bannière du Parti social-démocrate du Kirghizistan.
Le 21 décembre 2011, il est élu à la présidence de la Zhogorku Kengesh avec 78 votes contre 25 pour son opposant Kurmanbek Osmonov du parti Ata-jourt. À ce poste, il remplace Akhmatbek Keldibekov, qui avait démissionné face à des soupçons de lien avec le crime organisé. Il démissionne de ce poste le 13 avril 2016 alors que son frère Sooronbay devient Premier ministre. Cette décision est prise dans le but d'éviter de donner l'impression d'un conflit d'intérêts pour le vote qui devait confirmer son frère à son nouveau poste. Il est dans un premier temps remplacé par son adjoint Nurbek Alimbekov. Une élection est par la suite tenue pour son poste où Chynybaï Tursunbekov prend le dessus sur Kanat Isayev et Bakyt Torobaev. Bien que les Jeenbekov soient considérés alors comme loyaux au président Almazbek Atambaev, la promotion de Sooronbay au poste de président en 2017 cause des conflits avec l'ex-président. Alors que celui-ci est élu à la tête du Parti social-démocrate du Kirghizistan, Asylbek se retrouve affecté par la dispute entre Atambaev et le président. En effet, le nouveau président de son parti appellent ouvertement Asylbek à abandonner son siège de député. De plus, il n'est pas invité au congrès du parti Bien qu'il soit député sous les bannières de celui-ci. Cette dispute alimente des rumeurs selon lesquelles Asylbek aurait l'intention de créer son propre parti pour participer aux élections législatives de 2020, ce que son frère Sooronbay nie.
Le 3 avril 2019, il quitte le Parti social-démocrate. Il annonce cependant qu'il continue à siéger au parlement avant la formation.

### Vie privée
Il est membre de la famille Jeenbekov, qui comprend entre autres son père Sharip et ses frères Sooronbay, Jusupbek et Kantörö.